# Río Moncul
El río Mocul es un curso natural de agua que nace en el laguna Trovolhue y fluye a través de la zona litoral de la Región de La Araucanía hasta desembocar en el estuario del río Imperial.

## Historia
Francisco Astaburuaga escribió en 1899 en su obra póstuma Diccionario geográfico de la República de Chile sobre el lugar:
Moncul.-—Paraje situado sobre la costa del departamento de Cañete á su extremo austral é inmediato al lado norte de la desembocadura del río Imperial. El título es inmutación de moncol.
Luis Risopatrón lo describe en su Diccionario jeográfico de Chile (1924):
Moncul (Río). Tiene su nacimiento en el remate S de la cordillera de Nahuelbuta, corre hacia el S i se vacia en la laguna de Trovolhue; sale de ella i continúa después en un lecho estrecho i tortuoso, con un ancho medio de 40 m i 3 m de profundidad, entre riberas cubiertas por totorales. Presenta un gran número de chozas indíjenas sobre ambas márjens i concluye por afluir al río Imperial, cerca de su desembocadura en el mar; no puede navegarse por embarcaciones de mas de 60 cm de calado entre los bancos de su desembocadura. (Mocho).

## Población, economía y ecología
En su desembocadura, que es también la desembocadura del río Imperial, se forma el Humedal Moncul.